# Albert Nufer

Albert Nufer (1980), Foto Herbert Maeder

Albert Nufer (* 31. August 1942) ist ein Schweizer Politiker (glp) und ein St. Galler Stadtoriginal. 1988–1989 und 2004 bis 2009 nahm er Einsitz im Kantonsrat St. Gallen.

## Biografie
Er wuchs in Schönengrund auf, half im Restaurant seiner Eltern und erlernte den Beruf eines Textilkaufmannes. Er heiratete nie, obwohl er zahlreiche Freundinnen hatte. Er bereiste zahlreiche Länder in Europa und Übersee. Während eines Jahres residierte er an einem Strand in Israel. In der Zeit der Hippies lebte er mit Gleichgesinnten in einer Wohngemeinschaft in Montreal. Schon damals bestritt er seinen Lebensunterhalt mit Gelegenheitsjobs. In Zürich kam er mit der Polizei in Konflikt, weil er sich an Hausbesetzungen beteiligte und gegen das Betäubungsmittelgesetz verstiess – er rauchte Haschisch und bekannte sich dazu. Seine Eltern erfuhren durch Zeitungen davon und enterbten ihn in der Folge. Viel später fand er mit ihnen den Frieden.
Als Berufsbezeichnung gibt Nufer «Strassenwischer», «Alt Strassenwischer» oder «Land- und Gelegenheitsarbeiter» an. Als solcher fand er während der Hochkonjunktur eine Teilzeitstelle bei der Stadt St. Gallen. Durch sein äusseres Erscheinungsbild und seinen Lebensstil wird er von vielen belacht, durch sein politisches Engagement aber dennoch geachtet. Er trägt lange, hellbraune Haare und einen Rauschebart. Er lebt ohne festen Job und Wohnsitz in Armut – im Durchschnitt waren ihm bis zu seiner Frühpensionierung drei Arbeitstage pro Woche vergönnt. Nach eigener Aussage wählte er aus Überzeugung diesen Lebensstil und erledigte gegen Kost und Logis Arbeiten wie Schneeräumen, die Strasse wischen, Heuen oder Holzfällen. So war er auch in einer Weinhandlung, einem Familienhaushalt oder in einer Schreinerei anzutreffen. Seine Wohnung war eine nicht isolierte Dachmansarde an der Burgstrasse. Er besitzt weder einen Fernseher, einen Computer noch ein Telefon. Er las täglich mindestens drei Zeitungen – als Vorbereitung für die anstehenden politischen Sitzungen. Später verlegte er seine Bleibe in eine 1-Zimmer-Dachwohnung an der Kesselhaldenstrasse. Auch dort zog er aus und half in Malaysia einem Freund bei dessen Aufräumarbeiten, die infolge der dortigen Winterstürme notwendig wurden. Seit seiner Rückkehr wird er von einem befreundeten Bauern in Teufen beherbergt.
Auf Ende November 2009 erklärte er seinen Rücktritt aus dem Grossen Rat. Er beabsichtigte, in Malaysia zu überwintern.
In einem Artikel über Stadtoriginale nannte die Neue Zürcher Zeitung Nufer «das wohl bekannteste Original St. Gallens».

## Politisches Engagement
Er gehörte der Grünen Partei an und wechselte 2006 zur Grünliberalen Partei. Er übte bisher die folgenden politischen Mandate aus:
- 1987–2007: Mitglied des Stadtparlaments der Stadt St. Gallen (Legislative)
- 1988–1989 und 2004 bis 2009: Mitglied des Grossen Rats (jetzt: Kantonsrat des Kantons St. Gallen) (Legislative)[4]

Er nahm ausserdem Einsitz in der städtischen Baukommission und im OLMA-Delegiertenrat.
Seine Wahl in den damaligen St. Galler Gemeinderat wurde 1987 durch die Medien landesweit publik gemacht. Oft erschien er barfüssig zu den Sitzungen, was bei seinen Ratskollegen nicht immer gut ankam. Um auf den Wahllisten seiner Partei aufgeführt zu werden, brauchte er eine Adressbezeichnung: Diese gab er als Burgstrasse 88, 9000 St. Gallen an.
Im Jahr 2003 war er ein vorbehaltloser Befürworter des neuen Fussballstadions und setzte sich so über den Willen seiner Parteigenossen hinweg.
Seine Interessengemeinschaften sind der FC St. Gallen, Procap, der Spieleclub St. Gallen, der Naturschutzverein St. Gallen, Pro Velo Region St. Gallen, Pro Specie Rara, das Bergwaldprojekt, der Botanische Garten und die Kunsthalle.